# Raphael Wallfisch
Pour les articles homonymes, voir Wallfisch.
Raphael Wallfisch, né à Londres le 15 juin 1953, est un violoncelliste anglais.

## Biographie
Raphael Wallfisch est né à Londres de parents musiciens, la violoncelliste Anita Lasker-Wallfisch et le pianiste Peter Wallfisch. Guidé très tôt par les professeurs Amaryllis Fleming, Amadeo Baldovino et Derek Simpson, il choisit de se consacrer au violoncelle. Après des études avec le violoncelliste russe Gregor Piatigorsky à la Thornton School of Music de l'Université de Californie, il remporte à 24 ans, le Concours international de violoncelle Gaspar Cassadó à Florence. Il poursuit depuis une carrière internationale et se produit avec plusieurs orchestres. Il est également un invité régulier des festivals à Londres (The Proms), Édimbourg, Aldeburgh, Spolète, Prades, Oslo et Schleswig-Holstein en Allemagne.
Passionné par l'enseignement, Raphael Wallfisch tient des classes de maître partout dans le monde. Il est professeur au Zürich Winterthur Konservatorium et au Royal Northern College of Music à Manchester.
Raphael Wallfisch a plusieurs enregistrements à son actif qui incluent les œuvres concertantes de Ernest Bloch, Maurice Ravel, Ernő Dohnányi, Ottorino Respighi, Samuel Barber, Paul Hindemith, Bohuslav Martinů, Richard Strauss, Antonín Dvořák, Dmitri Kabalevski et Aram Khatchatourian. Une large place est accordée au répertoire anglais pour violoncelle avec des œuvres de Benjamin Britten, Gerald Finzi, Kenneth Leighton, Frederick Delius, Arnold Bax, Arthur Bliss, Ernest John Moeran et William Walton. Wallfisch travaille avec plusieurs compositeurs britanniques qui lui écrivent souvent des œuvres, tels Peter Maxwell Davies, Kenneth Leighton, James MacMillan, Paul Patterson, Robert Simpson, Robert Saxton, Roger Smalley, Giles Swayne, John Tavener et Adrian Williams.
En plus de sa carrière de soliste, Raphael Wallfisch se produit avec le Trio Shaham Erez Wallfisch en compagnie du violoniste Hagai Shaham et du pianiste Arnon Erez. Fondé en 2009, le trio est déjà renommé sur la scène internationale. Il a deux enregistrements à son actif sous étiquette Nimbus.
Raphael Wallfisch joue sur un violoncelle de Jean-Baptiste Vuillaume de 1865 et un Gennaro Gagliano de 1760.